# Werner Ryszard Kirchner
Werner Ryszard Kirchner (ur. w lipcu 1918 w Opolu, zm. 6 marca 2008 w Kalifornii) – pilot i chemik, specjalista paliwa rakietowego.

## Życiorys
Syn Ryszarda i Emilii z domu Foit. Szkołę powszechną i gimnazjum ukończył w Katowicach, dokąd przeprowadził się wraz z rodzicami po odzyskaniu przez Polskę niepodległości. Po zdaniu matury ze stopniem bardzo dobrym rozpoczął studia chemiczne na Politechnice Lwowskiej. W tym samym czasie został członkiem Aeroklubu Lwowskiego, gdzie wkrótce zdobył uprawnienia pilota szybowcowego i samolotowego.
We wrześniu 1939 roku ewakuował się do Rumunii, a stamtąd przez Francję do Anglii. W Szkocji ukończył szereg kursów wojskowych (podstawowy w Carlisle, zaawansowany w Montrose niedaleko Aberdeen, kurs strzelców pokładowych w Stormy Down, szkolenie operacyjne w Grangemouth), a następnie dostał przydział do 317. Wileńskiego dywizjonu myśliwskiego stacjonującego pod Londynem, w którym otrzymał trzykrotnie Krzyż Walecznych. W 1943 r. został awansowany do stopnia podporucznika. W Szkocji poznał Deidre Wilkinson, z którą w październiku 1943 r. wziął ślub.
Po wojnie dokończył studia chemiczne i wstąpił do elitarnego Imperial College of Science w Londynie ze specjalizacją: paliwa rakietowe. Doktorat obronił w 1947 roku. Po otrzymaniu stypendium na Massachusetts Institute of Technology przeniósł się z rodziną do USA i zamieszkał pod Bostonem. W 1949 roku studia na amerykańskiej uczelni zwieńczył kolejny doktorat.
W Kalifornii Werner pracował w firmie Aeroproject Corporation w Sacramento produkującej paliwo do rakiet balistycznych typu Polaris i Minuteman. Pracował również nad silnikiem lądownika księżycowego Eagle, dla którego opracował specjalne paliwo. Po misji Apollo 11 zakończonej pierwszym w dziejach lądowaniem człowieka na Księżycu, Werner Kirchner został członkiem kilku prezydenckich komisji naukowych. Był również ekspertem NASA do spraw wahadłowców.
Na początku lat 70. został prezesem firmy Coast Pro-Seal Teledyne prowadzącej badania na rzecz przemysłu kosmicznego, a w 1978 roku założył własną firmę Kirchner Industries zajmującą się zastosowaniem komputerów w procesach produkcyjnych.
Pasjonował się także szermierką i w latach 50. został mistrzem Zachodniego Wybrzeża w szabli. W 1969 roku reprezentował Stany Zjednoczone na Mistrzostwach Świata w Szermierce.
Zmarł w swoim domu w San Dimas w Kalifornii 6 marca 2008 roku.